# Joško Juvančić
Joško Juvančić (Dubrovnik, 1936. – Dubrovnik, 24. ožujka 2021.) hrvatski kazališni redatelj i kazališni pedagog. 

## Životopis
Rodio se u Dubrovniku 1936. godine. U Dubrovniku je završio osnovnu i srednju. Studirao je književnost na Filozofskom fakultetu. U Zagrebu je studirao režiju na Akademiji za kazališnu umjetnost u Zagrebu. 
Nakon što je diplomirao bio je asistent Gavelli te poslije Spaiću. 
Radi kao profesor glume od 1960. godine do danas. Pod njegovom je paskom školovano mnoštvo danas poznatih i cijenjenih hrvatskih glumaca. Bio je dekanom Akademija dramske umjetnosti u Zagrebu od 1984. do 1986.
Kazališne je predstave prvo režirao u dubrovačkom kazalištu. Hrvatsko ga kazališno gledateljstvo primjećuje sredinom 1960-ih kad je režirao u zagrebačkim kazalištima u Teatru &TD, Gavelli i HNK.
Posebno poglavlje njegovog umjetničkog rada u svezi je s Dubrovačkim ljetnim igrama. Na istima je nazočan u umjetničkom rukovodstvu bez prekida nekih dvadesetak godina. Od 1986. je godine i umjetničkim direktorom Igara i umjetničkim ravnateljem dramskog programa.
Dobio je mnoge prestižne hrvatske nagrade: nagradu Vladimir Nazor, nagradu Dubravko Dujšin 1982., nekoliko nagrada Hrvatskog društva dramskih umjetnika (Nagrada hrvatskog glumišta za najboljeg redatelja 1998./1999. i 2003./2004., Nagrada hrvatskog glumišta za najbolju predstavu u cjelini 1998./1999. za Vojnovićevu Dubrovačku trilogiju i 2003./2004. za Vojnovićev Ekvinocijo, obje na Dubrovačkim ljetnim igrama, Nagrada Marul za režiju 1992. za Gundulićev Osman u Zagrebačkom kazalištu lutaka), nagradu za najbolju predstavu u cjelini 2009. na Festival hrvatske drame za djecu "Marulić" za višestruko nagrađenu predstavu Plakir, 1996. Veliku nagradu za najbolju predstavu u cjelini na Danima satire Fadila Hadžića za Goldonijeve Ribarske svađe i dr.